# Alcañiz
Alcañiz é um município da Espanha na província de Teruel, comunidade autónoma de Aragão. Tem 472,1 km² de área e em 2021 tinha 16 029 habitantes (densidade: 34 hab./km²).

## Demografia
| Variação demográfica do município entre 1991 e 2004 | Variação demográfica do município entre 1991 e 2004 | Variação demográfica do município entre 1991 e 2004 | Variação demográfica do município entre 1991 e 2004 |
| --------------------------------------------------- | --------------------------------------------------- | --------------------------------------------------- | --------------------------------------------------- |
| 1991                                                | 1996                                                | 2001                                                | 2004                                                |
| 12                                                  | 12679                                               | 13431                                               | 14704                                               |